# Грб Републике Конго
Грб Републике Конго је званични хералдички симбол ове афричке државе. Грб је првобитно усвојен 1960. године, али у периоду између 1970. и 1990. био замењен амблемом по узору на грб Совјетског Савеза. Поново је враћен у употребу 1990. године.

## Опис
Грб се састоји од штита на којему црвени лав држи бакљу. Штит је жуте боје са зеленом таласастом траком на средини. Изнад штита стоји златна круна на којој се налази натпис на француском, „RÉPUBLIQUE DU CONGO”.
Штит са стране подупиру два афричка слона. Испод штита се налази црвена трака са државним геслом „јединство, рад, напредак“, обавијена око пречке на којој стоје слонови.

## Бивши грб
Године 1970. била је проглашена марксистички оријентисана Народна Република Конго, након чега су усвојени нови грб, односно амблем, и застава. Амблем се састојао од укрштеног чекића и мотике на дну, по узору на комунистички симбол срп и чекић. Од чекића и мотике су се протезале две палмине гране, све до жуте петокраке звезде на врху. Звезда је симболизовала једину легалну партију у држави, Радничку партију Конга. Испод амблема се протезала трака са геслом „рад, демократија, мир“. Грб се налазио и на тадашњој државној застави. Године 1990, замењен је грбом из 1960. године.